# Филиберта Савойска
Филиберта Савойска, херцогиня дьо Немур (на френски: Philiberte de Savoie, duchesse de Nemours; * док. 1498, Савоя; † 4 април 1524, замък на Вирьо льо Гран в Бюже, Савойско херцогство) е аристократка, маркиза на Жекс, херцогиня на Немур (1515 – 1516), господарка на Фосано (от 1515 г.) и на Малавал (от 1516 г.), виконтеса на Бридиер, господарка на Шана, Йен, Бурже в Савойското херцогство, Модон и Сен Жулиен (в Женевоа), на Понсен и Сердон (1521), Вирьо льо Гран (в Бюже), Бия, Бруйер (в древна провинция Поату), Тур и Фле (в древна провинция Сентонж).

## Произход
Тя е дъщеря на Филип II Савойски Безземни (1438 – 1497), 7-и херцог на Савоя, и на втората му съпруга Клодин дьо Брос Бретанска (1450 – 1513), графиня на Понтиевр, потенциална претендентка за бретанската корона. Тя е леля на френския крал Франсоа I. Нейни дядо и баба по бащина линия са Лудвиг Савойски, 2-ри херцог на Савоя, и Анна дьо Лузинян-Кипърска, а по майчина – Жан II дьо Брос, граф на Понтиевр, и Никол дьо Шатийон. Има пет братя:
- Карл Добрия (1486 – 1553), 9-и херцог на Савоя (1504) под името Карл III или Карл II Савойски, принц на Пиемонт, граф на Аоста, Мориен и Ница (1504 – 1553), граф на Асти (1531), титулярен крал на Кипър и Йерусалим, хранител на Пресветата плащеница, съпруг на инфанта доня Мария Беатрис Португалска
- Лудвиг (1488 – 1502), приор в Гран Сан Бернардо
- Филип (1490 – 1533), приор в Гран Сан Бернардо, епископ на Женева (1495 – 1509, напуснал), барон на Фосини, маркграф на Салуцо, граф на Женева (1514), вероятен първи херцог на Немур
- Абсалон († 1494 като бебе)
- Йохан Амадей († 1495 като бебе)

Освен това има трима природени братя и една природена сестра от първия брак на баща ѝ с Маргарита дьо Бурбон, сред които 8-ия херцог на Савоя Филиберт II Савойски. Има и трима природени братя и пет природени сестри от извънбрачните връзки на баща ѝ с две жени.

## Биография
Филиберта Савойска е сгодена на 10 май 1513 г. за Джулиано II де Медичи, херцог на Немур (1515), маркиз на Сораня, господар на Флоренция, брат на папа Лъв X и син на Лоренцо Великолепни и на втората му жена Клариса Орсини. Великият шамбелан на Савоя Франсоа (II) Маршал-Мексимьо е отговорен за това да я придружи. Филиберта е дама от най-висш произход – тя е леля на френския крал Франсоа I, тъй като кралят е син на сестра ѝ Луиза Савойска. Съюзът ѝ с Джулиано също носи голям престиж на рода Медичи: това е първото родство с френски суверени. Сватбата се състои на два етапа: на 25 януари 1515 г. в Париж, в двора на френския крал, дал благородническата титла на съпруга ѝ, и на 22 февруари повторно във Флоренция.
През 1516 г., скоро след сватбата, 37-годишният ѝ съпруг почива от болести, наследени от баща му, без двамата да имат дете. Въпреки това Филиберта остава известно време във Флоренция. През същата година тя постепенно се насочва към протестантската вяра, без да демонстрира това открито. Благодарение на нейното застъпничество пред френския двор, през 1518 г. тя омъжва племенника на съпруга си – херцога на Урбино Лоренцо II де Медичи за френска благородничка с много висок произход – Маделин дьо ла Тур д'Оверн. След това се завръща при роднините си в Пиемонт.
През 1524 г. брат ѝ херцог Карл III Савойски ѝ продава Баронство Бурже. Замъкът постепенно запада в руини поради липсата на поддръжка. След смъртта ѝ на 26-годишна възраст през 1526 г. то се връща в ръцете на Савойския херцог.